# Andrei Borissowitsch Perlow
Andrei Borissowitsch Perlow (russisch Андрей Борисович Перлов, englische Transkription Andrey Perlov; * 12. Dezember 1961 in Nowosibirsk) ist ein ehemaliger russischer Leichtathlet und Olympiasieger, der bis 1991 für die Sowjetunion und 1992 für die Gemeinschaft Unabhängiger Staaten antrat.
Andrei Perlow gehörte ein Jahrzehnt lang zu den besten Gehern der Welt. Wegen der hohen Leistungsdichte in der Sowjetunion nahm er allerdings nur an wenigen internationalen Meisterschaften teil.
Seinen ersten großen Titel gewann Perlow bei den Europameisterschaften 1990 in Split. In 3:54:36 h gewann er das 50-km-Gehen deutlich vor den beiden DDR-Gehern Bernd Gummelt und Hartwig Gauder.
1991 bei den Weltmeisterschaften in Tokio wurde der Wettbewerb über 50 Kilometer bereits um 7 Uhr Ortszeit gestartet. Trotzdem wurde das Rennen bei 25 Grad und 97 % Luftfeuchtigkeit für die Teilnehmer zu einer Tortur. Nachdem sich die beiden Russen Aljaksandr Pataschou und Andrei Perlow gemeinsam einen deutlichen Vorsprung vor dem drittplatzierten Hartwig Gauder erarbeitet hatten, kämpften sie auf der Zielgerade nicht gegeneinander, sondern überquerten die Ziellinie gemeinsam mit jeweils einem Arm auf der Schulter des Mannschaftskameraden. Nach 3 Stunden, 53 Minuten und neun Sekunden wies die Zielkamera für Pataschou eine Hundertstelsekunde Vorsprung aus, sodass Pataschou Gold und Perlow Silber erhielt.
Bei den Olympischen Spielen 1992 in Barcelona ließ sich Perlow auf keinen Zielgeradenentscheid ein, sondern übernahm auf den letzten 10 Kilometern allein die Spitze. Er gewann in 3:50:13 h sicher vor dem Mexikaner Carlos Mercenario und dem Deutschen Ronald Weigel.
Andrei Perlow ist 1,78 m groß und wog zu Wettkampfzeiten 65 kg.

## Bestzeiten
- 20 km Gehen: 1:18:20 h, 26. Mai 1990, Moskau
- 50 km Gehen: 3:37:41 h, 5. August 1989, Leningrad